# Maltulose

SNFG-Darstellung von Maltulose

Die Maltulose (nicht zu verwechseln mit der Maltose) ist eine natürlich vorkommende chemische Verbindung aus der Gruppe der reduzierenden Disaccharide. Diese besteht aus Glucose und Fructose, die über eine glycosidische Bindung verknüpft sind. Die chemische Bezeichnung lautet 1-α-D-Glucopyranosyl-4-D-fructofuranose. Die Maltulose kommt beispielsweise neben dem Isomer Isomaltulose in Bienenhonig und in Bier vor.

## Gewinnung
Ein Verfahren zur Gewinnung von Maltulose aus dem α-Amylase-Hydrolysat von Maisstärke ist beschrieben.

## Qualitätsindikator in Lebensmitteln
Wenn Lebensmittel bei der Zubereitung hohen Temperaturen ausgesetzt sind, wandelt sich Maltose in Maltulose um. Geringe Gehalte an Maltulose und ein hohes Verhältnis von Maltose zu Maltulose deuten auf ein schonendes Zubereitungsverfahren ohne hohe Temperaturen hin.